# Pierre Pincemaille
Pierre Pincemaille (París, 8 de desembre de 1956 - Suresnes, 12 de gener de 2018) fou un organista i professor francès.

## Biografia
Comença els seus estudis musicals rebent classes de piano. Va entrar al Conservatori de París (1971), on rebé lliçons dels seus mestres Henri Challan i Jean-Claude Raynaud (harmonia), Jean-Claude Raynaud i Lucie Robert (contrapunt), Marcel Bitsch (fuga) i Rolande Falcinelli (orgue). Obté el primer premi d'harmonia (1977), contrapunt (1978), fuga (1978), orgue-interpretació (1979) i orgue-improvisació (1979).
Com virtuós, l'any 1987 va succeir a Henri Heurtel en el prestigiós lloc d'organista a la Basílica de Saint-Denis, a Saint-Denis, a prop de París. El 2005, va ser professor de contrapunt del Conservatori de París.
Realitza una important carrera concertística a França, Alemanya i Estats Units, especialitzant-se en el repertori francès clàssic i romàntic. Fou considerat un dels més grans improvisadors del segle xx.

## Condecoracions
- Cavaller de l'Orde de les Palmes Acadèmiques (2003)
- Cavaller de l'Orde de les Arts i les Lletres (2006)
- Cavaller de San Gregorio Magno (2007)

## Discografia seleccionada
- Obres completes per a orgue de César Franck (Motette 12541)
- Obres completes per a orgue de Maurice Duruflé (Solstice SOCD 231-232)
- Les 10 sinfoníes de Charles-Marie Widor (Solstice SOCD 181-185)
- Obra escrita de Pierre Cochereau (Solstice SOCD 163)
- Obra de joventut de Olivier Messiaen (IFO 00318/19)
- 8 CD de improvisació